# Cigaretpigen
Cigaretpigen er en dansk stumfilm fra 1915, der er instrueret af Holger-Madsen.

## Handling
Denne artikel mangler et handlingsreferat. Hjælp os med at skrive det.

## Medvirkende
- Franz Skondrup - Anesto Moreno, direktør
- Robert Schmidt - Fernandez, Anestos søn
- Knud Rassow - Schmalensky, formand på fabrikken
- Marie Dinesen - Ina, Schmalenskys mor
- Karen Sandberg - Anita Lorgas, cigaretarbejderske
- Stella Lind - Carmen, kaldet "Colibrien"
- Torben Meyer - Pedro Delmart, kunstmaler
- Julie Henriksen - En cigaretarbejderske
- Doris Langkilde - Medvirkende